# Čelovce (okres Veľký Krtíš)
Čelovce jsou obec v okrese Veľký Krtíš v Banskobystrickém kraji na Slovensku ležící v údolí v jižní části Krupinské planiny. V obci je památková zóna. Žije zde 431 obyvatel.
První písemná zmínka o obci pochází z roku 1295. V obci se nachází římskokatolický kostel Nanebevzetí Panny Marie z roku 1673 a barokně-klasicistní evangelický kostel z roku 1793.